# Liste der Kulturdenkmale in Steinfeld (Schleswig)
In der Liste der Kulturdenkmale in Steinfeld sind alle Kulturdenkmale der schleswig-holsteinischen Gemeinde Steinfeld (Kreis Schleswig-Flensburg) aufgelistet (Stand: 10. März 2025).

## Legende
In den Spalten befinden sich folgende Informationen:
- Objekt-ID: die Nummer des Kulturdenkmales
- Lage: die Adresse des Kulturdenkmales und die geographischen Koordinaten. Kartenansicht, um Koordinaten zu setzen. In der Kartenansicht sind Kulturdenkmale ohne Koordinaten mit einem roten Marker dargestellt und können in der Karte gesetzt werden. Kulturdenkmale ohne Bild sind mit einem blauen Marker gekennzeichnet, Kulturdenkmale mit Bild mit einem grünen Marker.
- Offizielle Bezeichnung: Bezeichnung des Kulturdenkmales
- Beschreibung: die Beschreibung des Kulturdenkmales
- Bild: ein Bild des Kulturdenkmales

## Bauliche Anlagen
| Objekt-ID     | Lage                                             | Offizielle Bezeichnung | Beschreibung | Bild |
| ------------- | ------------------------------------------------ | ---------------------- | --- | ---- |
| 8874 Wikidata | Hasselholzstraße 28 (54° 35′ 35″ N, 9° 45′ 0″ O) | Kate                   | Kate; um 1800; eingeschossiger giebelständiger Fachwerkbau mit tiefgezogenem, reetgedecktem Halbwalmdach, ehem. Wirtschaftsteil nach Westen, Teilung im Grundriss kaum verändert, südliche und westliche Außenwand massiv erneuert, teilweise auf Betonfundament - Begründung: geschichtlich, Kulturlandschaft prägend - Schutzumfang: gesamtes Objekt - Denkmaltyp: Bauliche Anlage | BW   |

## Quelle
- Liste der Kulturdenkmale in Schleswig-Holstein – Kreis Schleswig-Flensburg

- Karte mit allen Koordinaten:
- OSM |
- WikiMap